# 北港街

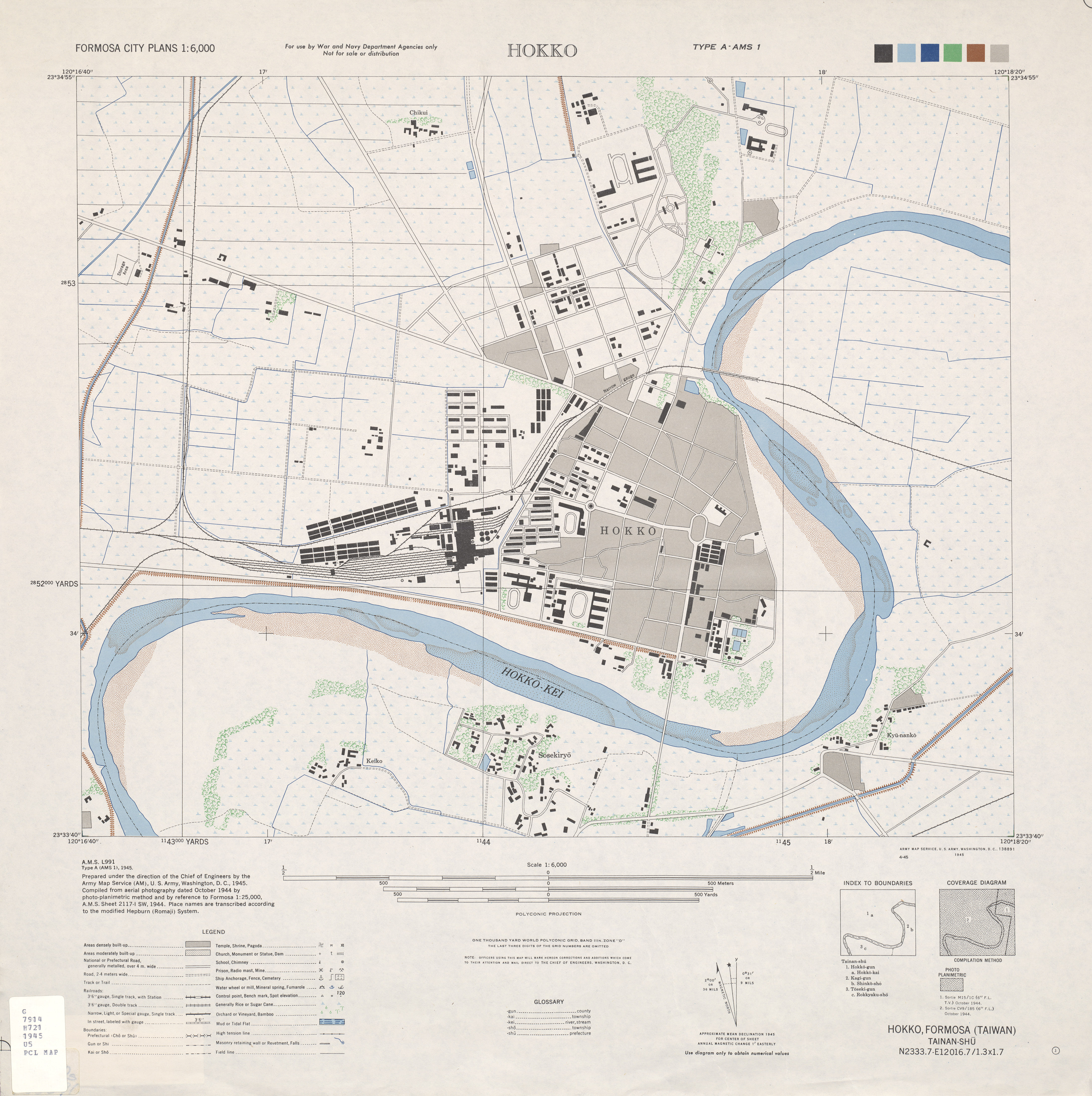
1945年二次大戰美軍繪製的北港街地圖。

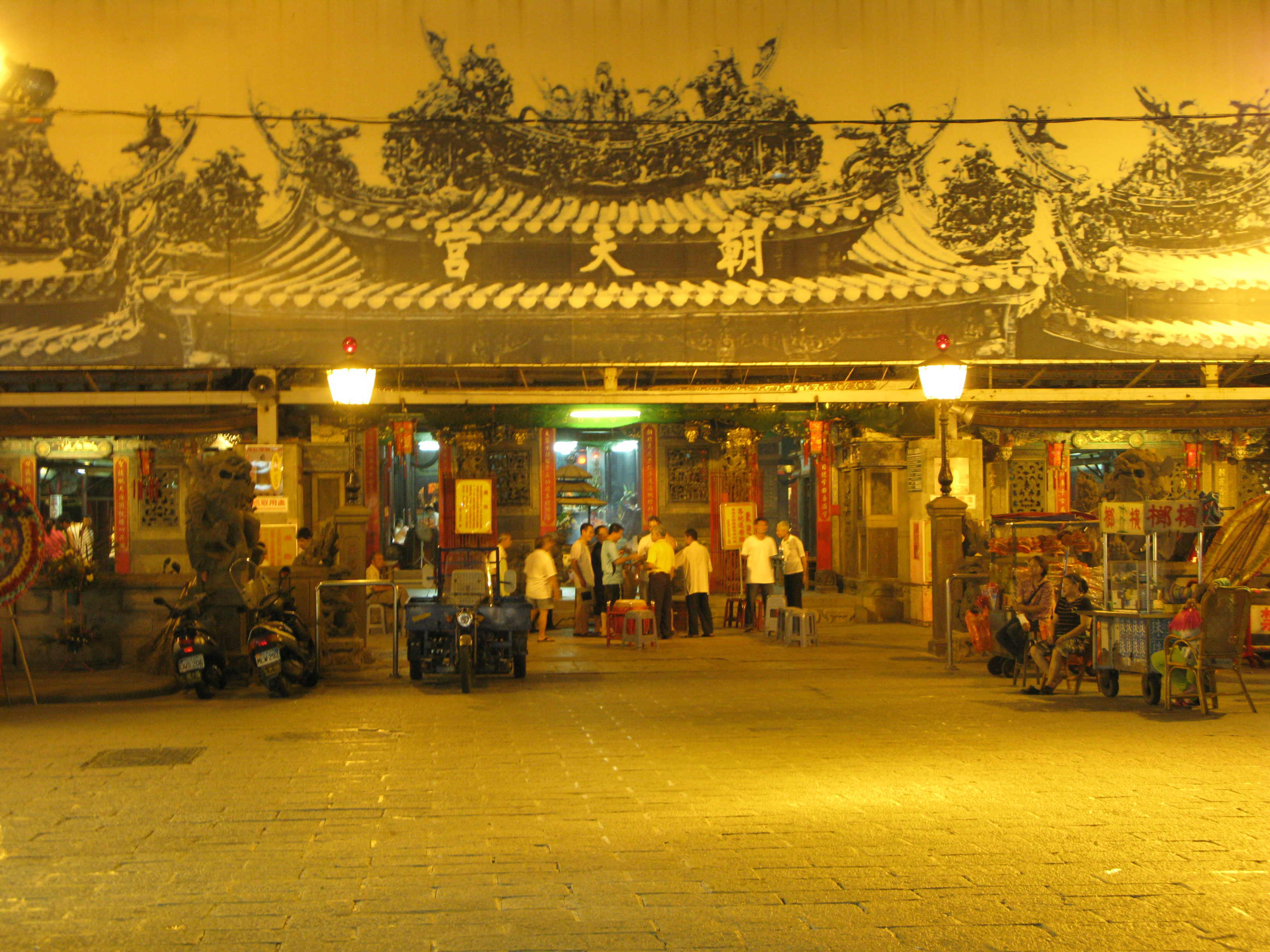
北港朝天宮

北港街為台灣日治時期1920年至1945年間存在之行政區，轄屬台南州北港郡，今雲林縣北港鎮。北港街是北港郡的行政中心所在，也是附近街庄產業的集散地，設有北港糖廠，以及公會堂、武德殿、自來水廠等重要公共設施。

## 行政區劃
北港街在清治時期及日治時期初期屬大槺榔東頂堡的23庄，在1896年4月隸屬臺中縣；1901年11月，縣和辨務署廢止而改隸斗六廳北港支廳。1903年6月，此29庄編入北港區、水燦林區。1904年4月，斗六廳進行街庄整併，此24庄整併為北港街、新街、後溝仔庄、草湖庄、溝皂庄、蕃仔溝庄、好收庄、樹仔脚庄、扶朝家庄等9庄。
1920年10月1日，原堡里之行政區廢除，街庄改為大字；前述9庄合併為臺南州北港郡「北港街」；庄轄域內分為北港、新街、後溝子、草湖、溝皂、番子溝、好收、樹子脚、扶朝家等9個大字；後溝子大字下有「後溝子」、「府番」小字名。
二戰後，北港街改制為雲林縣北港鎮，現有28里，各里與日治時期大字對照如下：
| 1899年1月                            | 1904年4月 | 1904年4月 | 1920年10月 | 1920年10月 | 現今里名 | 現今里名                                                                                 |
| ------------------------------------ | --------- | --------- | ---------- | ---------- | -------- | ---------------------------------------------------------------------------------------- |
| 北港街                               | 北港區    | 北港街    | 北港街     | 北港       | 北港鎮   | 大同、中和、仁安、仁和、公館、光民、光復、東陽、東華、南安、義民、共榮、賜福、華勝、西勢 |
| 新街、山仔腳、劉厝                   | 北港區    | 新街      | 北港街     | 新街       | 北港鎮   | 新街、劉厝                                                                               |
| 後溝庄、頂後溝、府蕃、新厝仔           | 北港區    | 後溝仔    | 北港街     | 後溝子     | 北港鎮   | 府番、後溝、新厝                                                                         |
| 草湖                                 | 北港區    | 草湖      | 北港街     | 草湖       | 北港鎮   | 草湖                                                                                     |
| 溝皂、剦豬社                         | 北港區    | 溝皂      | 北港街     | 溝皂       | 北港鎮   | 溝皂                                                                                     |
| 蕃仔溝、大北門                       | 水燦林區  | 蕃仔溝    | 北港街     | 番子溝     | 北港鎮   | 大北、番溝                                                                               |
| 好收、口                             | 水燦林區  | 好收      | 北港街     | 好收       | 北港鎮   | 好收                                                                                     |
| 樹仔腳庄、中庄頂庄、船頭埔、過溝皂、蒜頭藔 | 水燦林區  | 樹仔脚    | 北港街     | 樹子脚     | 北港鎮   | 樹腳                                                                                     |
| 扶朝家、興化店、鹽水埔               | 水燦林區  | 扶朝家    | 北港街     | 扶朝家     | 北港鎮   | 扶朝、水埔                                                                               |

## 歷任街長
- 蘇顯藜：1920年至1936年
- 佐佐木高景：1936年至1941年
- 安部俊亮：1941年至1945年[3]

## 人口
| 大字別 | 內地人 | 臺灣人 | 朝鮮人 | 中華民國人 | 小計   |
| ------ | ------ | ------ | ------ | ---------- | ------ |
| 北港   | 1,173  | 15,427 | 29     | 232        | 16,861 |
| 新街   | 22     | 1,818  | 0      | 0          | 1,840  |
| 後溝子 | 0      | 2,346  | 0      | 6          | 2,352  |
| 草湖   | 0      | 907    | 0      | 0          | 907    |
| 溝皂   | 3      | 1,367  | 0      | 0          | 1,370  |
| 番子溝 | 11     | 2,235  | 0      | 0          | 2,246  |
| 好收   | 11     | 1,448  | 0      | 0          | 1,459  |
| 樹子脚 | 0      | 1,205  | 0      | 0          | 1,205  |
| 扶朝家 | 12     | 1,990  | 0      | 0          | 2,002  |
| 小計   | 1,232  | 2,8743 | 29     | 238        | 30,242 |

## 交通
- 大日本製糖北港線：北港車站
- 北港溪鐵橋

## 教育

### 中等教育
- 台灣總督府北港專修農業學校（今 國立北港高級農工職業學校）

### 初等教育
小學校
- 台南州北港郡北港尋常高等小學校（1941年改制為北港國民學校，1945年廢校，原址今亞洲北港商業廣場）

公學校
- 台南州立北港郡宮前公學校（今 雲林縣北港鎮北辰國民小學，1927年台南州北港女子公學校創校，1939年改制台南州立北港郡宮前公學校，1941年改制為宮前國民學校）
- 台南州立北港郡好收公學校（今 雲林縣北港鎮好收國民小學，1922年台南州立北港郡好收公學校創校，1941年改制為好收國民學校）
- 台南州立北港郡北港公學校（今 雲林縣北港鎮南陽國民小學，1898年雲林國語傳習所北港分教場創校，1900年改制台南州立北港郡北港公學校，1941年改制為北港南國民學校）

## 設施
- 北港郡役所（原使用北港支廳廳舍，於1930年另新建郡役所廳舍）

- 北港街役場[6]

- 北港郵便局
- 北港登記所
- 臺南州立耕地防風林試驗場[7]
- 北港市場、魚市場、家畜市場
- 北港水道（今北港水道頭文化園區）
- 北港避病院（又稱厚生院）[8]

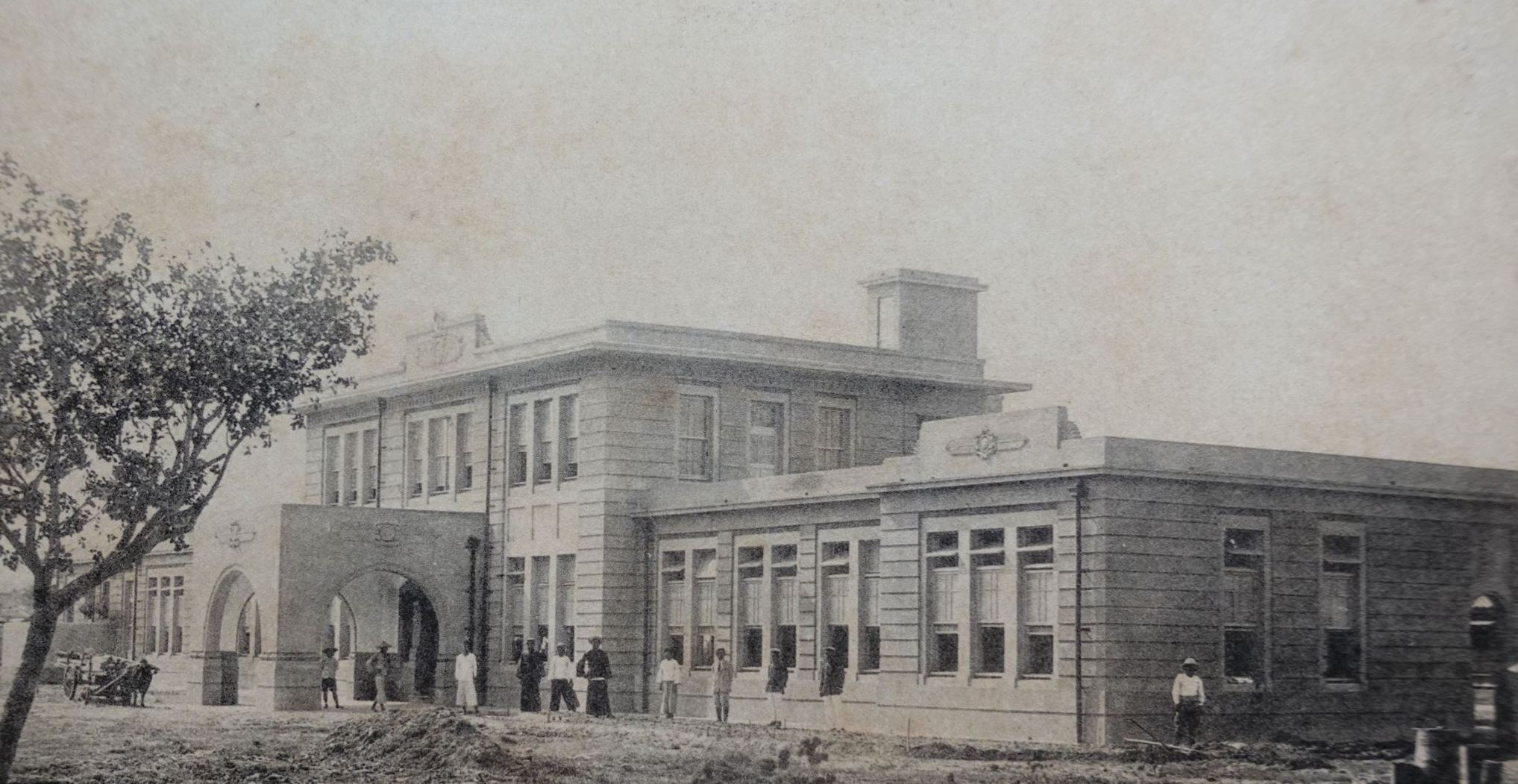
北港郡役所

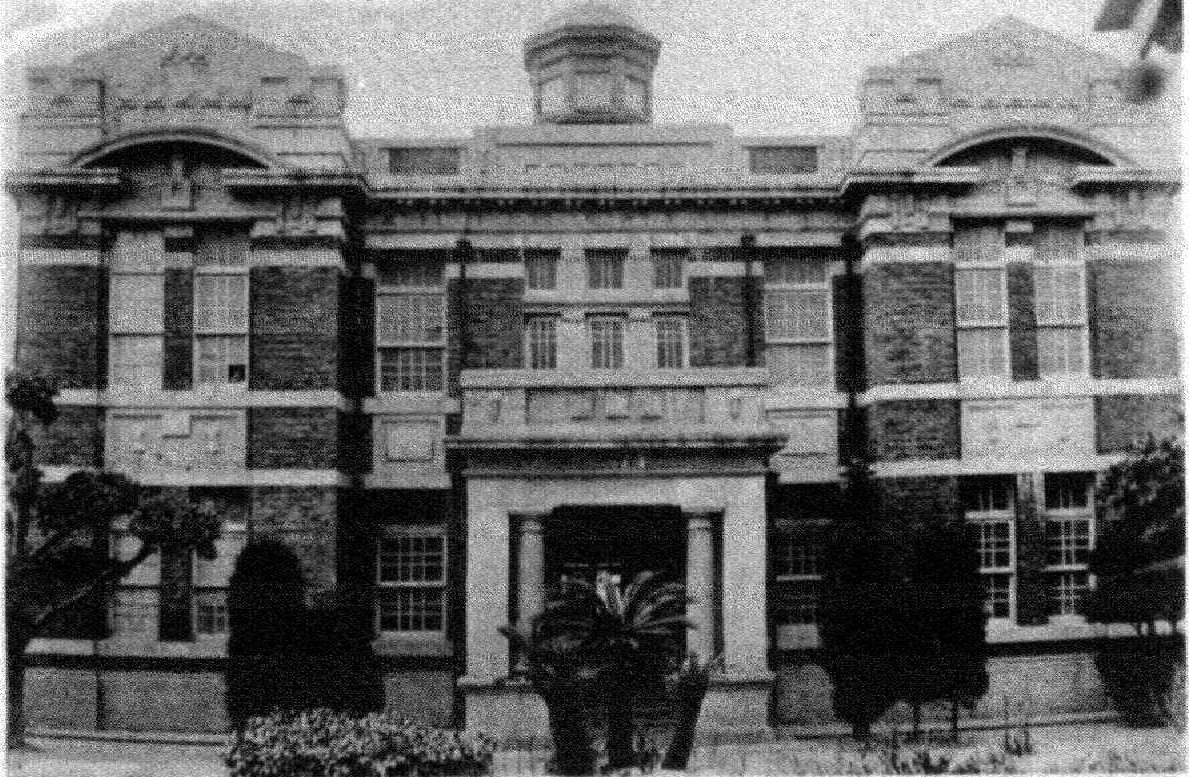
北港街役場

- 北港護生院（北港街方面委員助成會設立的街友收容設施）[8]

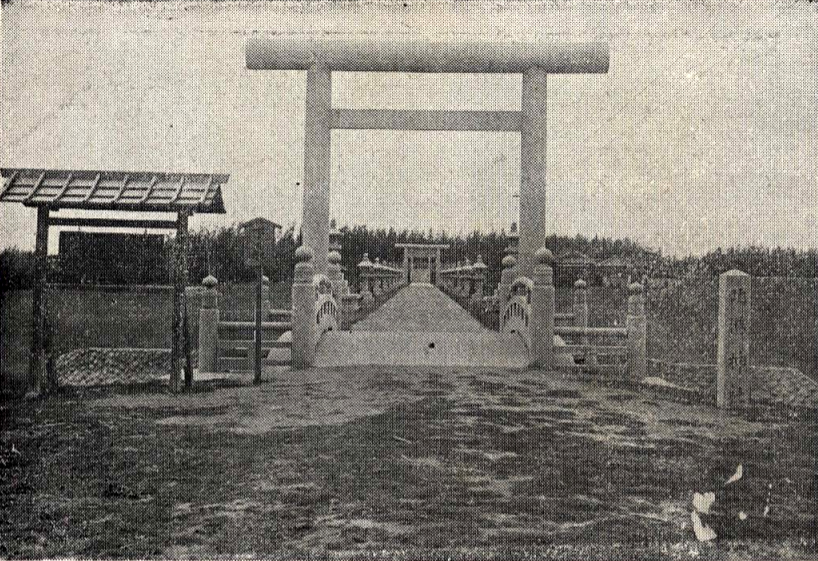
北港神社

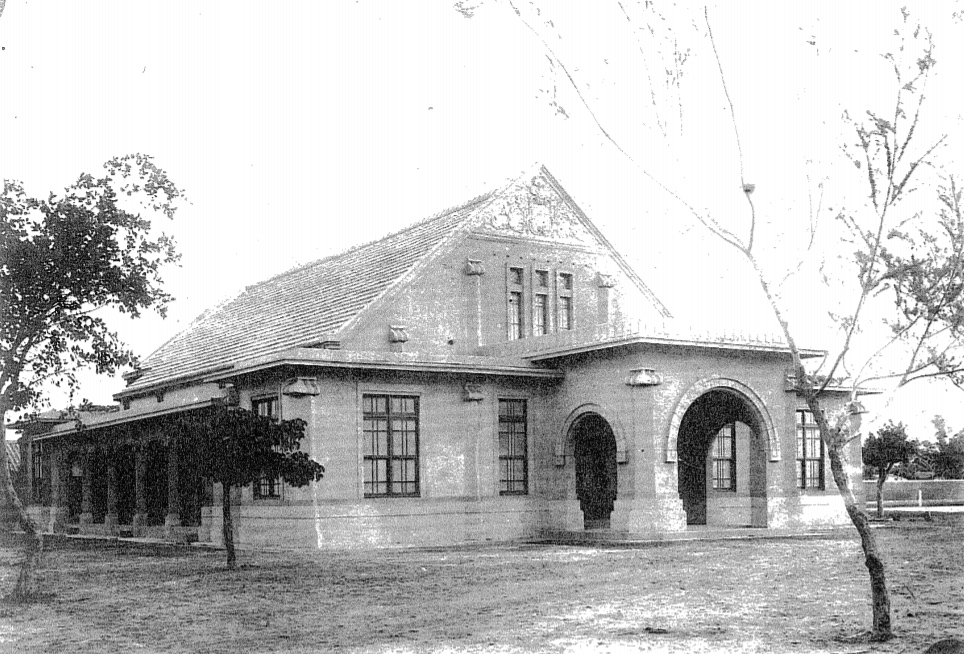
北港公會堂

- 北港神社

- 北港公會堂（1928年完工）[9]

- 北港俱樂部
- 北港武德殿
- 大日本製糖北港製糖所
- 臺灣商工銀行北港支店
- 臺灣電燈株式會社北港營業所
- 臺灣爆竹煙火會社北港工場
- 北港信用組合
- 北港朝天宮